# 赖恩斯比特尔
赖恩斯比特尔（德語：Reinsbüttel）是德国石勒苏益格－荷尔斯泰因州的一个市镇。总面积6.83平方公里，总人口443人，其中男性217人，女性226人（2011年12月31日），人口密度65人/平方公里。